# Francesco Androsi
Francesco Androsi (Padova, 27 settembre 1713 – Padova, 5 aprile 1785) è stato uno scultore italiano.

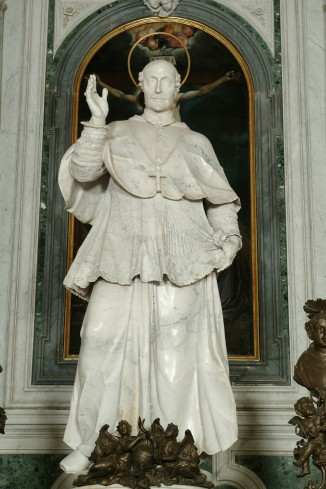
Statua di san Gregorio Barbarigo, cappella del Santo, Duomo di Padova

Fu amico di Antonio Bonazza, nonché il suo miglior seguace. La sua prima opera datata è il fonte battesimale della parrocchiale di San Marco a Ponte di Brenta (1749); seguono l'altare del beato Barbarigo nel duomo di Padova (1761 ca.), le statue dei santi Pietro e Paolo nell'arcipretale di Pernumia (1766), gli Angeli del duomo di Montagnana (1769 e 1771) e infine alcune statue del prato della Valle (Antenore, Trasea, Lucio Arunzio Stella, Girolamo Savorgnan del 1776; Girolamo Malaspina del 1777; Alessandro Orsato del 1780).
Gli sono attribuite numerose altre opere, conservate nelle parrocchiali di Scorzè, Vigonovo, Roncajette, Ospedaletto, Monteortone e Sant'Elena e nella chiesa di San Martino di Este. Altro suo lavoro è un altare della chiesa di Santa Lucia a Padova.
Fu sepolto nella chiesa del Torresino.